# Оса (град)
Вижте пояснителната страница за други значения на Оса.
Оса (на руски: Оса) е град, административен център на Осински район, Пермски край. Населението му към 1 януари 2018 година е 21 061 души.